# Nesioneta benoiti
Nesioneta benoiti là một loài nhện trong họ Linyphiidae.
Loài này thuộc chi Nesioneta. Nesioneta benoiti được miêu tả năm 1978 bởi van Helsdingen.